# Szkurłaty
Szkurłaty – część wsi Dębe w Polsce, położona w województwie wielkopolskim, w powiecie kaliskim, w gminie Żelazków. 
W latach 1975–1998 Szkurłaty należał administracyjnie do województwa kaliskiego.